# Stadsret
Stadsret (tysk Stadtrecht) var vigtig for nogle europæiske byer gennem middelalderen.
En stadsret ansås i Tyskland som en rettighed. Denne rettighed var udbredt blandt de kejserlige byer og hansestæderne. Det sikrede dem privilegier i form af handelsaktivitet og en vis juridisk og politisk uafhængighed
Juridisk set adskilte en by sig fra områderne omkring den, ved at den var tildelt et frihedsbrev fra  monarken. Det definerede byens privilegier og lovene. De mest basale privilegier var retten til at handle og oprettelse lav. Og måske en mindre grad selvstyre, en repræsentation i en stadsforsamling og skattelettelser. 
Omkring 1200 fik Slesvig som den første danske by stadsret .
.